# 国家保安本部
国家保安本部（こっかほあんほんぶ、独: Reichssicherheitshauptamt der SS、略号：RSHA）は、ナチス・ドイツの親衛隊（SS）組織の中の12ある本部（Hauptamt）の一つで、ドイツ本国およびドイツ占領地の敵性分子を諜報・摘発・排除する政治警察機構の司令塔である。英語では、“Reich Security Main Office”と訳されている。

## 概要
1933年1月にナチ党が政権を獲得した後、政権基盤を強化するためにハインリヒ・ヒムラーは反体制派を封じ込めることが必要であると考え、警察組織の中央集権が不可欠であることを認識していた。1936年に警察組織を親衛隊に吸収し、1939年に彼の右腕ラインハルト・トリスタン・オイゲン・ハイドリヒは保安局（SD）と国家機関の秘密国家警察局（ゲシュタポ）と刑事警察局を親衛隊の国家保安本部の傘の下にまとめ、全国的な国民監視機構を完成させた。
これは第二次世界大戦の進展と共にポーランド総督領、ヨーロッパおよびソ連占領地区にも強権を執行し、恐怖支配の尖兵となった。特にゲシュタポはレジスタンスの弾圧、スパイ摘発、ユダヤ人の狩り立てに大きな役割を果たし、上位組織である国家保安本部以上に悪名高い存在となった。

## 沿革
1925年、アドルフ・ヒトラーは自身を警護する部隊として突撃隊の下部組織として親衛隊を創設した。1929年、ヒトラーはまだ突撃隊上級大佐であったヒムラーを第4代の親衛隊全国指導者に任じた。1931年、ヒムラーはハイドリヒに自身の警護隊であるSDを指揮させ、党内外の敵性分子を諜報・監視する役割を与えた。
1933年3月23日、ヒトラー独裁体制が合法化される（全権委任法）。ヘルマン・ゲーリングはゲシュタポ（プロイセン州秘密警察局）を創設し、ベルリンの政治的大掃除を始める。
1934年4月、ヒムラーがこのプロイセン州秘密警察局長職を引き継ぐ。1934年5月、プロイセン州内務省はドイツ国内務省に移行し、ゲシュタポもその管轄権を全ドイツに拡大する。
1934年6月30日の長いナイフの夜では、ヒムラーはヒトラーの命令に従い、親衛隊を使って党内不平分子の突撃隊指揮官のエルンスト・レームやその他の反党分子を殺害した。
1936年、ヒムラーは全ドイツ警察長官 (Chef der Deutschen Polizei im Reichsministerium des Inneren) に任ぜられ、国内すべての警察権を握った。ヒムラーは手にした警察権を下記の通り部下に委ねた。秩序警察はクルト・ダリューゲに、保安警察はハイドリヒに指揮させた。
- 秩序警察（オルポ） - 都市や地方の犯罪を取り締まる通常警察（制服を着た警察）
  1. 都市警察
  2. 都市部以外の特定地区を管轄する警察
  3. 市町村警察
- 保安警察（ジポ） - 政治的、民族的な敵性分子すべてを取り締まる政治警察（私服を着た警察）
  1. 秘密警察局（ゲシュタポ）
  2. 刑事警察局（クリポ）

1939年、9月27日付のヒムラーの内務省令に基づき、ハイドリヒは、政治警察活動の重複を避けるために管轄分野を調整、党機関の親衛隊の SD と国家機関の保安警察を一つの傘の下に纏める。この傘が親衛隊の国家保安本部である。これにより親衛隊の主導による統一的な敵性分子の制圧システムが完成する。しかし、国家保安本部の全員が親衛隊員であった訳ではなく、従来からの警察官僚がナチス党に入党することなく勤務することが可能であった。SDは第Ⅲ局（国内諜報）、秘密警察は第IV局、刑事警察は第V局に配された（詳細は下記の組織を参照）。この時からハイドリヒの官名は公文書に「Chef der Sicherheitspolizei und des SD」、つまり保安警察および親衛隊情報部の最高責任者と記載されるようになる。
戦争の拡大によりドイツ海外における諜報部門として国家保安本部に第Ⅵ局が設けられ、局長には30歳で親衛隊少将兼警察少将であるヴァルター・シェレンベルクが配される。彼は以後、ヴィルヘルム・カナリス提督の率いる陸・海・空の三軍に関わる軍事情報収集を任務とするアプヴェーア（国防軍情報部）と海外諜報分野におけるライバル関係になる。
1941年、独ソ戦開始に伴い、ハイドリヒは国家保安本部の SD（第III局）、秘密警察（第Ⅳ局）、刑事警察（第Ⅴ局）の各局から数個のアインザッツグルッペン（特別殺戮部隊、移動特別部隊、特別行動隊とも訳される）を創設し、占領地のユダヤ人を排除するために国防軍の進撃に追随させ、占領地でユダヤ系住民を移住させると称して集結させ、彼らを殺戮した。銃撃による大量殺戮は部隊員に過大な精神的負担を強いる（そもそも処刑を見学しに来たヒムラー長官自身がひどい精神的ダメージを受けてしまっている）こととなり、のちにアウシュヴィッツ収容所に見られるガス室（チクロンB)による大量殺害の方法が案出されるきっかけになった。無抵抗の民間人の殺戮を見聞きした陸軍上層部にヒトラー排除の陰謀が広がる。民間にあってもミュンヘンにおけるショル兄妹の白バラ抵抗運動のきっかけにもなった。
1942年6月4日、RSHA長官ラインハルト・ハイドリヒがプラハにて英国の派遣したチェコ人コマンド部隊に暗殺された。RSHA長官の地位は親衛隊全国指導者ヒムラーがしばらく兼務したのち、1943年にエルンスト・カルテンブルナーが引き継いだ。
1944年、カナリス提督が反ヒトラーの陰謀に荷担したために国防軍情報部の海外諜報部門が国家保安本部に移行、軍事情報部 (Militärabteilung der RSHA) となった。

## 組織
オフィスはベルリン市内各所に分散していたが、本部はヴィルヘルム通り101番地のプリンツ・アルブレヒト宮殿（SDのオフィスがあった）と、隣接するプリンツ・アルブレヒト通り8番地（ゲシュタポ本部が入居していた）にあった。これらの建物はベルリン空襲で全壊し、その跡地は東西ベルリンの境界となり、現在は「テロのトポグラフィー」という博物館となっている。
1941年における編制は下記の通り。 
長官 ： ラインハルト・ハイドリヒ親衛隊大将
- Amt I（第I局）(人事局 ： Personal)
局長 ： ブルーノ・シュトレッケンバッハ親衛隊少将
  - I A (人事部 ： Personalabteilung)
部長 ： ヴァルター・ブルーメ親衛隊大佐
    - I A 1 (一般人事業務 ： Allgemeine Personalangelegenheiten)
課長 ： ロベルト・モール親衛隊少佐(de:Robert Mohr (SS-Mitglied)）
    - I A 2 (ゲシュタポ個人記録 ： Personalien der Gestapo)
課長 ： カール・テント親衛隊少佐
    - I A 3 (クリポ個人記録 ： Personalien der Kripo)
課長 ： ゲオルク・シュレーペル親衛隊少佐(de:Georg Schraepel）
    - I A 4 (SD個人記録 ： Personalien des SD)
課長 ： フリッツ・ブラウネ親衛隊少佐(de:Fritz Braune）
    - I A 5 (党及びSS個人記録 ： Partei- und SS-Personalien)
課長 ： 空き
    - I A 6 (福祉 ： Fürsorge)
課長 ： エトムント・トリンクル親衛隊中佐(de:Edmund Trinkl）

  - I B (教育・訓練・講習 ： Erziehung, Ausbildung und Schulung)
部長 ： エルヴィン・シュルツ親衛隊大佐（de:Erwin Schulz）
    - I B 1 (世界観教育 ： Weltanschauliche Erziehung)
    - I B 2 (後継者育成 ： Nachwuchs)
    - I B 3 (訓練教育計画 ： Lehrplangestaltung der Schulen)
    - I B 4 (その他の教育計画 ： Sonstige Lehrpläne)

  - I C (フィジカルトレーニング部 ： Leibesübungen)
    - I C 1 (一般トレーニング業務 : Allgemeine Angelegenheiten der Leibesübungen)
    - I C 2 (トレーニングおよび軍事教育 : Körperschulung und militärische Ausbildung)

  - I D (懲罰部 ： Strafsachen)
部長 ： ブルーノ・シュトレッケンバッハ親衛隊少将
    - I D 1 (業務懲罰 ： Dienststrafsachen)
    - I D 2 (親衛隊規律維持 ： SS-Disziplinarsachen)
- Amt II（第II局）：編制・総務・法務(Organisation, Verwaltung und Recht)
局長 ： ハンス・ノッケマン（de:Hans Nockemann）親衛隊大佐
  - II A (編制・法務：Organisation und Recht)
    - II A 1 (保安警察とSDの編制 : Organisation der Sipo und des SD)
    - II A 2 (立法 : Gesetzgebung)
    - II A 3 (法制業務、損害賠償対応 : Justizangelegenheiten, Schadensersatzansprüche)
    - II A 4 (国家防衛対応 : Reichsverteidigungsangelegenheiten)
    - II A 5 (国民・国家への敵対摘発、財産移動、国籍の識別等 : Verschiedenes: Feststellung der Volks- und Staatsfeindlichkeit, Vermögenseinziehung, Anerkennung der Staatsangehörigkeit)

  - II B (旅券と外事警察に関わる基本事項：Grundsatzfragen des Paßwesens und der  Ausländerpolizei)
    - II B 1 (旅券関係1 : Paßwesen I)
    - II B 2 (旅券関係2 : Paßwesen II)
    - II B 3 (証明書関係、識別票 : Ausweiswesen und Kennkarten)
    - II B 4 (外事警察およびに国境警備についての基礎課題 : Grundsatzfragen für Ausländerpolizei und Grenzsicherung)

  - II C a (保安警察の予算・経営 ： Haushalt und Wirtschaft der Sipo)
    - II C 1 (予算と給与 ： Haushalt und Besoldung)
    - II C 2 (給与と諸費用 ： Versorgung und sächliche Kosten)
    - II C 3 (住居および拘禁者関係 : Unterkunft und Gefangenenwesen)
    - II C 4 (財務管理 ： Wirtschaftsstelle)

  - II C b (SDの予算・経営 ： Haushalt und Wirtschaft des SD)
    - II C 7 (SDの予算と給与 ： Haushalt und Besoldung des SD)
    - II C 8 (保険・契約・土地関係・建築関係・車輌関係 ： Beschaffung, Versicherung, Verträge, Liegenschaftswesen, Bauwesen und Kraftfahrwesen)
    - II C 9 (審査・監査 ： Prüfung und Revision)

  - II D (無線・電話・車両・銃器等の機器担当：Technische Angelegenheiten) 
    - II D 1 (無線・写真・映画関係 : Funk-, Foto- und Filmwesen)
    - II D 2 (テレタイプ・電話関係 : Fernschreib- und Fernsprechwesen)
    - II D 3 a (保安警察の車輌関係 : Kraftfahrwesen der Sipo)
    - II D 3 b (SDの車輌関係 : Kraftfahrwesen des SD)
    - II D 4 (武器関係 : Waffenwesen)
    - II D 5 (航空関係 : Flugwesen)
    - II D 6 (保安警察・SD技術基金の管理 : Bewirtschaftung der technischen Fonds der Sipo und des SD)
- Amt III（第III局）：国内諜報(SD-Inland)
局長 ： オットー・オーレンドルフ親衛隊大佐
  - III A (法秩序と国家体制：Fragen der Rechtsordnung und des Reichsaufbaus)
部長 ： カール・ゲンゲンバッハ親衛隊少佐（de:Karl Gengenbach）
    - III A 1 (生息地域作業についての一般的な諸問題 : Allgemeine Fragen der Lebensgebietsarbeit)
    - III A 2 (法的生活 : Rechtsleben)
    - III A 3 (規則と管理 : Verfassung und Verwaltung)
    - III A 4 (一般的な国民生活 : Allgemeines Volksleben)

  - III B (海外同胞 : Volkstum)
部長 ： ハンス・エーリヒ親衛隊中佐（de:Hans Ehlich）
    - III B 1 (国民性についての作業 : Volkstumsarbeit)
    - III B 2 (少数派 : Minderheiten)
    - III B 3 (人種・民族的健全性 : Rasse und Volksgesundheit)
    - III B 4 (海外同胞の帰国・再定着 : Einwanderung und Umsiedlung)
    - III B 5 (占領諸地域 : Besetzte Gebiete)

  - III C (文化 : Kultur)
部長 ： ヴィルヘルム・シュペングラー親衛隊少佐（de:Wilhelm Spengler） 
    - III C 1 (学術分野 : Wissenschaft)
    - III C 2 (教育・宗教生活 : Erziehung und religiöses Leben)
    - III C 3 (国民文化・芸術 : Volkskultur und Kunst)
    - III C 4 (報道・出版・放送 : Presse, Schrifttum und Rundfunk)

  - III D (経済 : Wirtschaft)
部長 ： ヴィリー・ザイベルト親衛隊少佐（de:Willy Seibert） 
    - III D 1 (食料経済 : Ernährungswirtschaft)
    - III D 2 (貿易・手工業・交通 : Handel, Handwerk und Verkehr)
    - III D 3 (工業・エネルギー経済 : Industrie und Energiewirtschaft)
    - III D 4 (労働・厚生関係 : Arbeits- und Sozialwesen)
- Amt IV（第IV局）：ゲシュタポ (敵性分子の研究と撲滅 : Gegnererforschung und -bekämpfung)
局長 ： ハインリヒ・ミュラー親衛隊少将
  - IV A (敵性分子撲滅 : Gegnerbekämpfung)
部長 ： フリードリヒ・パンツィンガー親衛隊中佐
    - IV A 1 (共産主義・マルクス主義・反戦主義・不法な敵性プロパガンダ : Kommunismus, Marxismus und Nebenorganisationen, Kriegsdelikte, illegale und Feindpropaganda)
    - IV A 2 (サボタージュの予防・撲滅等 : Sabotageabwehr, Sabotagebekämpfung, Politisch-polizeiliche Abwehrbeauftragte, Politisches Fälschungswesen)
    - IV A 3 (IV A 1に含まれない反動主義・対抗勢力・自由主義・移民等 : Reaktion, Opposition, Legitimismus, Liberalismus, Emigranten, Heimtücke-Angelegenheiten - soweit nicht IV A 1)
    - IV A 4 (テロ通報・監視等 : Schutzdienst, Attentatsmeldung, Überwachungen, Sonderaufträge, Fahndungstrupp)

  - IV B (諸宗派 : Sekten)
部長 ： アルベルト・ハルトル親衛隊少佐（de:Albert Hartl） 
    - IV B 1 (カトリックの政治活動 : Politischer Katholizismus)
    - IV B 2 (プロテスタントの政治活動 : Politischer Protestantismus, Sekten)
    - IV B 3 (その他の諸宗派・フリーメイソン : Sonstige Kirchen, Freimaurerei)
    - IV B 4 (ユダヤ人 : Judenangelegenheiten, Räumungsangelegenheiten)
課長 ： アドルフ・アイヒマン親衛隊少佐

  - IV C (個人調査データ関係 : Karteiwesen)
部長 ： フリッツ・ラング親衛隊中佐（de:Fritz Rang） 
    - IV C 1 (分析、個人情報カードセンター、個人情報管理、照会対応、監視対象者カード、外国人監視等 : Auswertung, Hauptkartei, Personenaktenverwaltung, Auskunftstelle, A-Kartei, Ausländerüberwachung, Zentrale Sichtvermerkstelle)
    - IV C 2 (予防拘禁関係 : Schutzhaftangelegenheiten)
    - IV C 3 (報道・出版関係 : Angelegenheiten der Presse und des Schrifttums)
    - IV C 4 (党と党諸組織関係 : Angelegenheiten der Partei und ihrer Gliederungen)

  - IV D (占領諸地域 : Besetzte Gebiete)
部長 ： エルヴィン・ヴァインマン親衛隊中佐（de:Erwin Weinmann） 
    - IV D 1 (ベーメン・メーレン保護領 : Protektoratsangelegenheiten, Tschechen im Reich)
    - IV D 2 (ポーランド総督領 : Gouvernementsangelegenheiten, Polen im Reich)
    - IV D 3 (敵性外国人 : Vertrauensstellen, Staatsfeindliche Ausländer)
    - IV D 4 (占領諸地域 : Besetzte Gebiete: Frankreich, Luxemburg, Elsaß und Lothringen, Belgien, Holland, Norwegen, Dänemark)

  - IV E (防諜 : Abwehr)
部長 ： ヴァルター・シェレンベルク親衛隊少佐
部長 ： ヴァルター・フッペンコーテン親衛隊少佐（7月から）
    - IV E 1 (一般防諜関係、国家反逆行為を鑑定・報告、工業の保全、監視網 : Allgemeine Abwehrangelegenheiten, Erstattung von Gutachten in Hoch- und Landesverratssachen, Werkschutz und Bewachungsgewerbe)
    - IV E 2 (一般経済関係、産業スパイ防諜 : Allgemeine Wirtschaftsangelegenheiten, Wirtschaftsspionageabwehr)
    - IV E 3 (西部地区防諜 : Abwehr West)
    - IV E 4 (北部地区防諜 : Abwehr Nord)
    - IV E 5 (東部地区防諜 : Abwehr Ost)
    - IV E 6 (南部地区防諜 : Abwehr Süd)
- Amt V（第V局）：刑事警察・犯罪撲滅 : (Verbrechensbekämpfung - Kripo)
局長 ： アルトゥール・ネーベ親衛隊少将
  - V A (犯罪行政・予防 Kriminalpolitik und Vorbeugung)
部長 ： パウル・ヴェルナー親衛隊大佐（de:Paul Werner） 
    - V A 1 (法務、国際協力、犯罪研究 : Rechtsfragen, internationale Zusammenarbeit und Kriminalforschung)
    - V A 2 (予防 : Vorbeugung)
    - V A 3 (女性に対する刑事警察 : Weibliche Kriminalpolizei)

  - V B (特務 : Einsatz)
部長 ： ゲオルク・ガルツォー刑事警察大佐（de:Georg Galzow） 
    - V B 1 (重大犯罪行為 : Kapitalverbrechen)
    - V B 2 (詐欺 : Betrug)
    - V B 3 (性犯罪 : Sittlichkeitsverbrechen)

  - V C (鑑識・捜査 : Erkennungsdienst und Fahndung)
部長 ： ヴォルフガング・ベルガー刑事警察中佐（de:Wolfgang Berger） 
    - V C 1 (国家鑑識業務センター : Reichserkennungsdienstzentrale)
    - V C 2 (捜査 : Fahndung)

  - V D (保安警察犯罪研究所 : Kriminaltechnisches Institut der Sipo)
部長 ： ヴァルター・ヘース親衛隊中佐（de:Walter Heeß） 
    - V D 1 (痕跡特定 : Spurenidentifikation)
    - V D 2 (化学・生物学 : Chemie und Biologie)
    - V D 3 (文書鑑定 : Urkundenprüfung)
- Amt VI（第VI局） : 海外諜報 : (SD-Ausland)
局長 ： ハインツ・ヨスト親衛隊少将
  - VI A (海外諜報上の一般諸課題 : Allgemeine auslandsnachrichtendienstliche Aufgaben mit sieben Referaten)
部長 ： アルベルト・フィルベルト親衛隊中佐 （de:Alfred Filbert）
  - VI B (ヨーロッパ・アフリカ・中東におけるドイツ・イタリアの影響地域、計画のみ : Deutsch-italienisches Einflußgebiet in Europa, Afrika und dem Nahen Osten mit zehn Referaten, im Plan nicht aufgeführt)
部長 ： オイゲン・シュタイムレ親衛隊大佐
  - VI C (ソ連・日本の影響下にある東部地域、計画のみ : Osten, Russisch-japanisches Einflußgebiet mit elf Referaten, im Plan nicht aufgeführt)
部長 ： ハインツ・グレーフェ親衛隊中佐（de:Heinz Gräfe）
  - VI D (イギリス・アメリカの影響にある西部地域、計画のみ : Westen, Englisch-amerikanisches Einflußgebiet mit neun Referaten, im Plan nicht aufgeführt)
部長 ： テオドール・ペフゲン親衛隊少佐（de:Theodor Paeffgen）
  - VI E (外地における世界観上の敵対勢力の探知、 計画のみ: Erkundung weltanschaulicher Gegner im Ausland mit sechs Referaten, im Plan nicht aufgeführt)
部長 ： ヴァルター・ハマー親衛隊少佐（de:Walter Hammer）
  - VI F (海外諜報のための技術支援装備、計画のみ : Techn. Hilfsmittel für den Nachrichtendienst im Ausland mit sieben Referaten, im Plan nicht aufgeführt)
部長 ： ヴァルター・ラウフ親衛隊少佐
- Amt VII（第VII局）：世界観の研究と分析 : Weltanschauliche Forschung und Auswertung - SD-Ausland)
局長 ： フランツ・ジックス親衛隊少将
  - VII A (資料の収集 : Materialerfassung)
    - VII A 1 (図書館 : Bibliothek)
    - VII A 2 (報告書作成、翻訳業務、報道刊行物の監視と評価 : Berichterstattung, Übersetzungsdienst, Sichtung und Verwertung von Pressematerial)
    - VII A 3 (照会対応、情報連絡 : Auskunftei und Verbindungsstelle)

  - VII B (分析 : Auswertung): この時点で未実施 zur Zeit unbesetzt
    - VII B 1 (フリーメーソン主義およびユダヤ主義 : Freimauererei und Judentum)
    - VII B 2 (キリスト教の政治活動 : Politische Kirchen)
    - VII B 3 (マルクス主義 : Marxismus)
    - VII B 4 (その他の敵性集団 : Andere Gegnergruppen)
    - VII B 5 (国内の諸問題に対する学術的な個別調査 : Wissenschaftliche Einzeluntersuchungen zu Inlandsproblemen)
    - VII B 6 (海外の諸問題に対する学術的な個別調査 : Wissenschaftliche Einzeluntersuchungen zu Auslandsproblemen)

  - VII C (文書館、資料館、学術的な特別諸課題 : Archiv, Museum und wissenschaftliche Sonderaufträge)
    - VII C 2 (資料館 : Museum)
    - VII C 3 (学術的な特別諸課題 : Wissenschaftliche Sonderaufträge)

## 文献
- Eugen Kogon『SS国家――ドイツ強制収容所のシステム』林功三訳，ミネルヴァ書房，2001年．
- Raul Hilberg『ヨーロッパ・ユダヤ人の絶滅』望田幸男・原田一美・井上茂子訳，柏書房，1997年．
- Gerry S. Graber『ナチス親衛隊』滝川義人訳，東洋書林，2000年．